# Zevensegmentendisplay

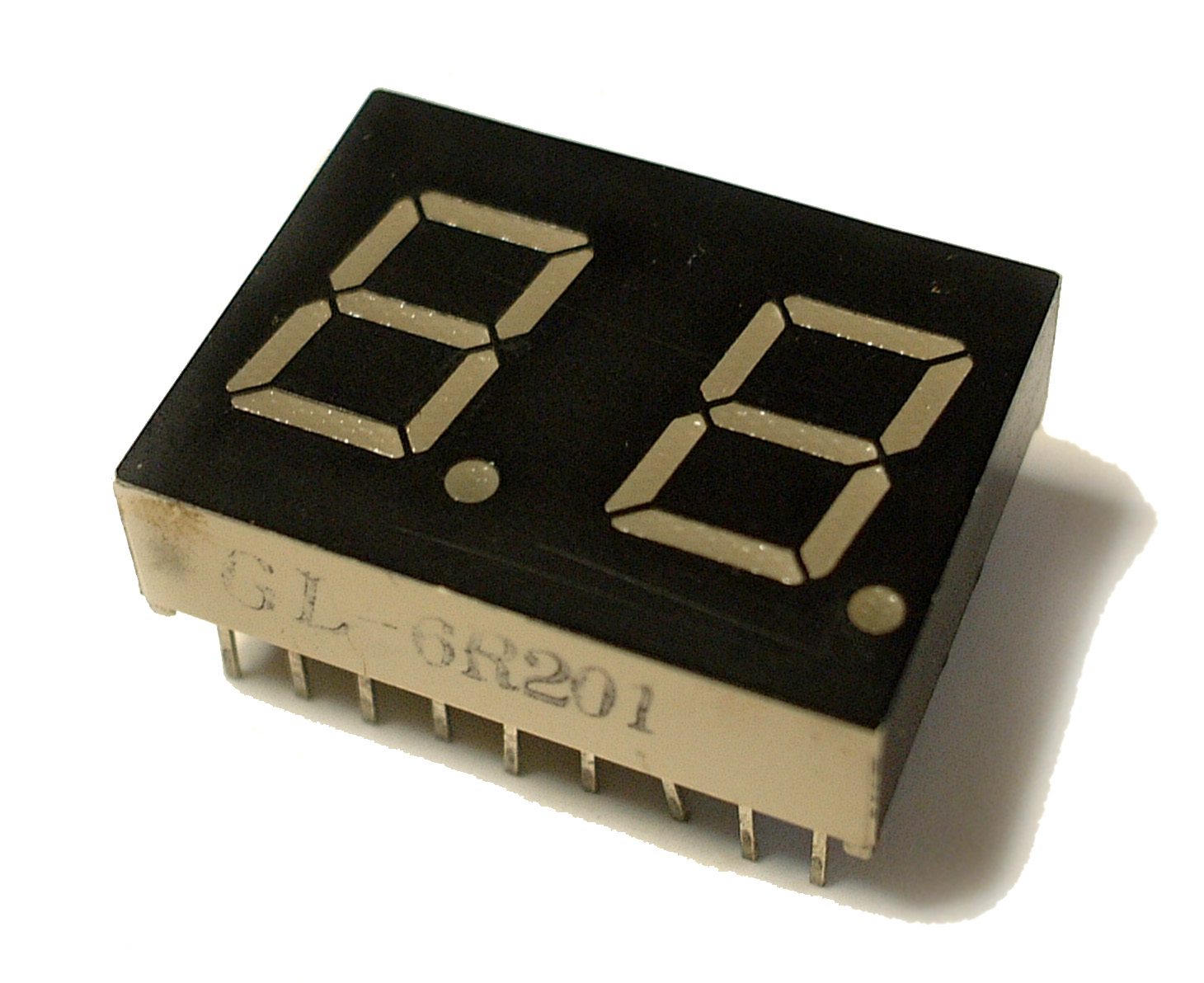
Een dubbel zevensegmentendisplay met leds

Een zevensegmentendisplay wordt gebruikt om cijfers (en soms letters) aan te geven. 

Voorbeeld van display met leds

Het display bestaat uit zeven staafvormige segmenten die gerangschikt zijn in de vorm van een licht naar rechts overhellende '8', waarmee alle cijfers redelijk leesbaar te vormen zijn. De letters A, b, C, d, E en F zijn ook mogelijk (voor de weergave van hexadecimale getallen). Elk segment kan afzonderlijk 'aan' of 'uit' gezet worden. Soms is er een decimale punt aanwezig (waardoor er eigenlijk acht segmenten zijn).
Van de tien cijfers werd aanvankelijk vooral het cijfer '2' lelijk gevonden. Tegenwoordig komen zevensegmentscijfers zo vaak voor dat we eraan gewend geraakt zijn. De bovenste en onderste horizontale streepjes werden vroeger bij een 6 of 9 (zogenaamde tail segments) niet aangestuurd door de hardware. Het idee was dat bij het uitvallen van een andere segment een 8 onopgemerkt als een 6 of 9 zou kunnen uitzien.
Een bezwaar kan ook het cijfer '7' zijn. Liggen de cijfers verdiept en kijkt men schuin van boven, dan is het horizontale streepje niet zichtbaar en ziet men een '1'. Om dit probleem op te lossen licht bij sommige displays ook segment f op voor het cijfer '7'.

De segmenten worden aangeduid met een letter. Het bovenste segment is a, de segmenten rechts zijn b en c, onder is d, links e en f, en het middelste segment is g. Men kan dan schrijven dat voor het tonen van het cijfer 5 de segmenten a, f, g, c en d moeten oplichten.

## Technische uitvoeringen
Globaal zijn er de volgende uitvoeringen:
- Een liquid-crystal display (lcd), zoals bij horloges en rekenmachines, geeft zelf geen licht en vereist dus licht om het af te lezen, maar heeft als voordeel dat het weinig energie verbruikt, waardoor een batterij lang meegaat. Soms wordt achtergrondverlichting gebruikt, waardoor er meer stroom nodig is. Lcd's hebben een langere reactietijd, vooral bij lage temperaturen.
- Lichtgevende segmenten die een of meerdere leds bevatten komen nog steeds vaak voor. De oudste digitale horloges hebben een dergelijk display. Aangezien leds veel stroom verbruiken moet bij een dergelijk horloge op een knopje worden gedrukt om de tijd te tonen. Veel meetinstrumenten en ook de eerste generaties rekenmachines gebruikten vaak dit type display. Bij een digitale wekker die op het lichtnet wordt aangesloten is het grotere stroomverbruik nauwelijks een probleem en is het display permanent aan, en zeer duidelijk af te lezen in het donker. De keerzijde is dat het minder goed af te lezen is als de zon erop schijnt.
- Lichtgevende segmenten die op basis van fluorescentie werken. Ze bevatten een elektronen emitterende gloeidraad (kathode).
- Gloeidraad segmenten die per segment oplichten als een streepje, net als in een gloeilamp maar dan gloeit het. Nadeel is het grote stroomverbruik en de geringe levensduur.
- Handmatig aangebrachte of verwijderde segmenten, zoals toegepast op de grotere borden bij benzinestations. Soms worden huisnummers ook wel in deze vorm aangebracht. Hierbij is geen sprake van cijfers die door elektronische apparatuur worden getoond. Men heeft de zevensegmentscijfers gekozen vanwege het lettertype. Ook zijn er borden waar bijvoorbeeld openingstijden op gedrukt staan, zodanig dat met een gekleurde of zwarte stift (gelijk aan de achtergrond) de segmenten zo te kleuren zijn dat de cijfers met de contrasterende kleur (meestal wit) te lezen zijn.